# نورث غرينفيل (أونتاريو)
نورث غرينفيل، أونتاريو (بالإنجليزية: North Grenville)‏ هي مدينة كندية تقع في مقاطعة أونتاريو. تبلغ مساحة هذه المدينة 350.1382 (كم²)، ويبلغ عدد سكانها 14198 نسمة حسب إحصاء سنة 2006 م، بينما كان يسكنها 13581 نسمة في سنة 2001 م. تحتل هذه المدينة المرتبة رقم 266 بين مدن كندا حسب عدد السكان والمرتبة رقم 103 في المقاطعة. نما عدد السكان في هذه المدينة بنسبة (4.5) بين العامين المذكورين.

## وصلات خارجية
- الأطلس الحكومي لكندا
- إحصاءات كندا مع ساعة تعداد السكان